# Karl Heidemann

Karl Heidemann

Karl Heidemann (* 29. April 1895 in Schildesche; † 22. August 1975 in Detmold) war ein deutscher Politiker (NSDAP).

## Leben und Wirken
Nach dem Besuch der Volksschule absolvierte Heidemann eine dreieinhalbjährige Tischlerlehre. Am Ersten Weltkrieg, in dem er schwer verwundet wurde, nahm er als Pionier teil. Im Krieg erhielt er das Eiserne Kreuz II. Klasse, das Verwundetenabzeichen in schwarz und das Ehrenkreuz für Frontkämpfer. Nach dem Krieg studierte er zwei Semester an der Handwerksschule, um anschließend acht Jahre lang als selbständiger Tischlermeister zu arbeiten. 
Zum 1. September 1929 trat Heidemann der NSDAP bei (Mitgliedsnummer 150.609). Vom 1. Februar 1931 bis zum 30. September 1932 war er Leiter der NSDAP-Ortsgruppe Bielefeld, dann vom 1. Oktober 1932 bis zum 1. Mai 1933 Kreisleiter für den Kreis Bielefeld. 1933 war Gauinspekteur und Gauamtsleiter im Gau Westfalen-Nord. Von 1933 bis April 1934 war Heidemann außerdem ehrenamtlicher Stadtrat im Magistrat von Bielefeld. Ab Juli 1934 war Heidemann als Polizeidezernent besoldeter Beigeordneter in Bielefeld.
Von April 1932 bis zur Auflösung dieser Körperschaft im Herbst 1933 war Heidemann Mitglied des Preußischen Landtags. Anschließend saß er von November 1933 bis zum Ende der NS-Herrschaft im Frühjahr 1945 als Abgeordneter für den Wahlkreis 17 (Westfalen Nord) im nationalsozialistischen Reichstag. Vom 1. April 1935 bis zum 23. Februar 1938 war er außerdem Mitglied des Preußischen Provinzialrates. In der NSDAP war Heidemann ab 1944 erneut Gauinspektor im Gau Westfalen-Nord.
Bei Kriegsende wurde Heidemann gemäß dem automatischen Arrest unter anderem in Eselheide interniert. In der Entnazifizierung wurde er im September 1947 vom Spruchgericht Bielefeld zu vier Jahren Haft und Vermögenseinzug verurteilt, wobei die Internierung auf die Haftzeit angerechnet wurde. Nach der Haftverbüßung in Esterwegen wurde er im Mai 1949 entlassen. Danach war er als kaufmännischer Angestellter in Bielefeld tätig. Ein 1961 aufgenommenes Ermittlungsverfahren gegen Heidemann wegen einer möglichen Beteiligung an den Judendeportationen in Bielefeld wurde 1965 eingestellt, ohne dass es zu einer Anklage kam.